# White Christmas (film)
White Christmas is een Amerikaanse musicalfilm in Technicolor uit 1954. Onder regie van Michael Curtiz, met in de hoofdrollen Bing Crosby en Danny Kaye. De film heeft het liedje "White Christmas" van Irving Berlin als uitgangspunt, maar ook diverse andere liedjes van deze componist/tekstdichter zijn te horen.
De film was een groot succes in de bioscopen en behaalde een recordomzet van twaalf miljoen dollar in 1954. Het was de eerste film die werd geproduceerd en uitgebracht in VistaVision.

## Verhaal
Met Kerstmis 1944 entertainen Kapitein Bob Wallace en soldaat Phil Davis de Amerikaanse troepen in Europa met liedjes en sketches. Tegen het einde van de show arriveert generaal-majoor Waverly, die bezig is het commando over te dragen aan zijn opvolger. Net als hij zijn mannen wil bedanken voor hun inzet wordt het kamp beschoten door Duitse artillerie. Davis slaagt erin Wallace onder een instortend huis uit te trekken en raakt daarbij zelf lichtgewond aan zijn arm. Als Wallace zijn redder komt opzoeken in het veldhospitaal wordt hij gemanipuleerd. Davis die zelf aardig kan zingen en dansen wil een duo vormen met Wallace, die al beroemd is als zanger-entertainer. Als Wallace aarzelt, grijpt Davis naar zijn 'gewonde' arm en zegt dat Wallace 'natuurlijk niets verplicht is'. 

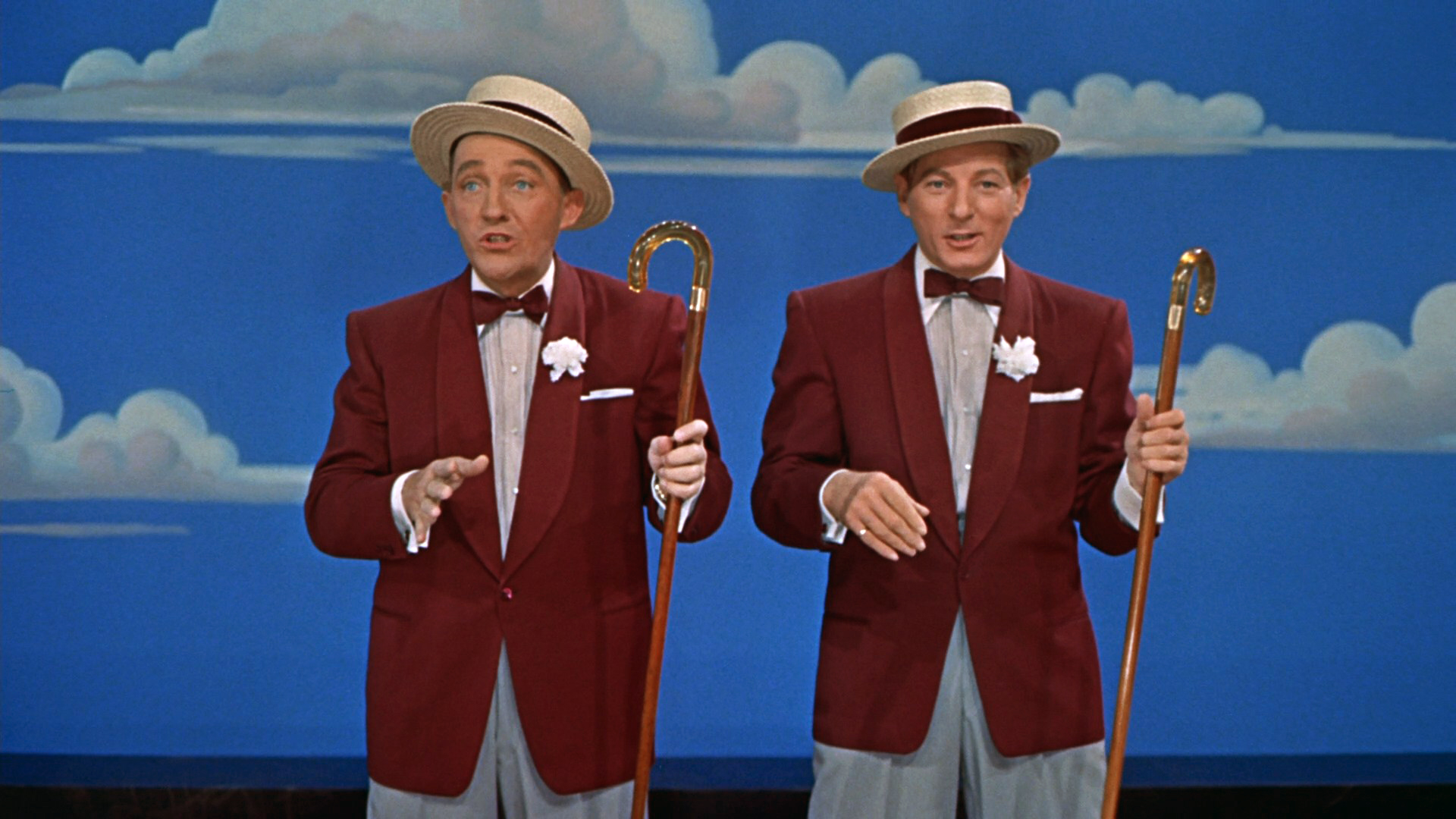
Bing en Danny

Na de oorlog wordt het duo Wallace en Davis een hit in het nachtclubcircuit en later op Broadway. Tijdens een tournee met hun eigen musical "Playing Around" komen de twee in Florida en bezoeken op verzoek van een oude legerkameraad daar de nachtclubact van diens twee zusjes, de Haynes Sisters. Ze helpen de meisjes ontsnappen uit de nachtclub als de sheriff daar aankomt (vanwege een vordering van de huisbaas van de zusjes). Davis geeft de zusjes de treinkaartjes die bedoeld waren voor de heren. De heren nemen toch de trein en uiteindelijk trekken alle vier naar Vermont, in de hoop een engagement van de zusjes bij de Columbia Inn te combineren met een vakantie in de sneeuw. Geen sneeuw. Bij de herberg aangekomen ontdekken ze dat deze het eigendom is van generaal Waverly. De generaal heeft al zijn spaargeld in de herberg gestopt, maar door het wegblijven van de sneeuw, en dus ook de toeristen, dreigt hij failliet te gaan. 

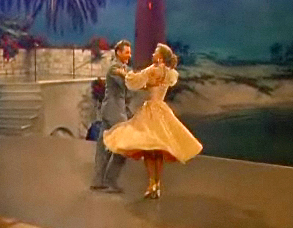
Danny Kaye en Vera-Ellen

Waverly probeert terug het leger in te gaan, maar wordt geweigerd. De situatie lijkt hopeloos. Het plan ontstaat om niet alleen de eigen musical "Playing Around" maar ook een deel van de oude divisie van Waverly naar Vermont halen om Kerstmis te vieren. Wallace wil hiervoor een oproep doen in de Ed Harrison show. Hij belt Harrision, een oude legerkameraad; deze is enthousiast en wil de beroerde situatie van de generaal uitmelken met een liveshow op televisie en gratis publiciteit voor Wallace en Davis. Wallace weigert dit, hij wil alleen de oproep doen. 
De roddelaarster van de herberg, huishoudster Emma, heeft slechts het deel over de liveshow en de reclame afgeluisterd en ze vertelt dit aan Betty. Die is woedend en vertrekt zonder verklaring uit Vermont. Bob Wallace is verbijsterd en reist haar achterna, maar ze weigert hem te zien. Later ziet ze de show met de oproep en begrijpt dat er een misverstand is. Uiteindelijk komt alles weer goed, en als er toch sneeuw valt is er toch een witte kerst.

## Rolverdeling
| Acteur           | Personage        |
| ---------------- | ---------------- |
| Bing Crosby      | Bob Wallace      |
| Danny Kaye       | Phil Davis       |
| Vera-Ellen       | Judy Haynes      |
| Rosemary Clooney | Betty Haynes     |
| Dean Jagger      | Generaal Waverly |
| Mary Wickes      | Emma Allen       |

## Scenario
Uitgangspunt van de film was het liedje "White Christmas" dat Irving Berlin had geschreven in 1940. Bing Crosby nam het nummer in 1941 op voor de film Holiday Inn; in die film vormt Crosby samen met Fred Astaire en Virginia Dale een muzikaal trio. 
De film White Christmas is geïnspireerd door Holiday Inn maar heeft een andere plot. Het verhaal van de film dient voornamelijk als kapstok voor de verschillende liedjes en dansnummers. 

## Casting
Fred Astaire was aanvankelijk aangezocht voor de rol van Phil Davis. Astaire las het scenario en was niet onder de indruk, hij weigerde de rol. Besloten werd om hem te vervangen door Donald O'Connor, maar die werd ziek, waarna Danny Kaye de rol kreeg.
Vera-Allen, een actrice/danseres werd aangetrokken voor de rol van de jongste Hayneszuster, Judy. Ze was echter in het echt zeven jaar ouder dan Rosemary Clooney die de rol van de oudere Betty ging vertolken. In de film draagt Vera-Ellen creaties die haar nek omhullen. Zelfs de pyjama's die ze draagt zijn zo ontworpen dat je haar blote nek niet kan zien. Hierdoor ontstonden geruchten dat Vera-Ellen anorexia had en dat haar nek door de ziekte was verouderd en gerimpeld. Het waren echter maar geruchten, want hoewel Vera-Ellen bekendstond als de vrouw met het smalste middel van heel Hollywood is nooit bewezen dat ze aan anorexia leed. Ook het verhaal over de nek klopt niet. Tijdens de première van "A Star Is Born", ook uit 1954, droeg ze een jurk met uitgesneden hals en was haar rimpelloze nek duidelijk te zien. 

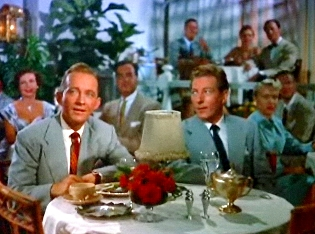
Crosby en Kaye

Ook Bing Crosby was in feite ouder dan de acteur die de gepensioneerde generaal speelde; met make-up werd de generaal ouder gemaakt.

## Opnames

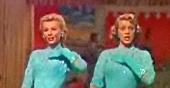
"de zusjes"

De film werd opgenomen tussen september en november 1953. Voor de choreografie was Loyal Griggs aangetrokken. Maar veel werd gedaan door een nog jonge Bob Fosse, al werd dit niet gemeld op de aftiteling. Fosse was ook als danser te zien in drie dansnummers. Aangezien zowel Danny Kaye als Vera-Ellen ervaren dansers waren, namen zij het grootste deel van de dansnummers voor hun rekening. Rosemary Clooney en Bing Crosby namen de leiding in de zangnummers. De zangstem van Vera-Ellen werd in de postproductie vervangen door de stem van Trudy Stevens (aka Trudy Stabile), die hiervoor geen vermelding kreeg.
Een aantal dansers in de film stond aan het begin van hun carrière, John Brascia bijvoorbeeld was de danspartner van Vera-Ellen in een aantal van de dansnummers tijdens de zogenaamde repetities voor de musical-in-de-musical Playing Around. Hij zou later in nog een stuk of twintig films acteren en dansen. George Chakiris zou in 1961 een Oscar winnen voor Best Supporting Actor in West Side Story. Hij was al sinds 1947 actief in diverse musicalfilms, waar hij meestal meedanste als een van de leden van het ballet. Dit was ook het geval in White Christmas. Wel danst hij een belangrijke rol in het liedje "Love, You Didn't Do Right by Me", met Rosemary Clooney. 
Een merkwaardig cameo was dat van Carl Switzer. Switzer was als tiener erg populair in de filmserie Our Gang (aka The Little Rascals) als Alfalfa. Na de Tweede Wereldoorlog was de roem van Switzer grotendeels voorbij. Hij is te zien op de foto die de zusjes Haynes aan Phil en Bob laten zien en waarop hun broer Benny is te zien. Phil huivert en zegt zachtjes tegen Bob: "dat is Sproetengezicht Haynes met zijn hondenkop".
Een aantal van de scènes in de film ontstond door improvisatie, bijvoorbeeld de scène aan het begin van de film als Bob en Phil de act van de zusjes Haynes imiteren en playbacken. Deze scène stond niet in het scenario en was het gevolg van het melige gedrag van Crosby en Kaye op de set. Ze deden een imitatie van de act van Clooney en Vera-Ellen, die het erg goed deed bij de filmploeg. Regisseur Michael Curtiz vond het zo leuk dat hij de scène in de film liet. Een andere geïmproviseerde scène is waar Rosemary Clooney en Bing Crosby elkaar 's nachts ontmoeten in de keuken van de Vermont Inn. Crosby vertelt aan Clooney welke dromen hij krijgt van het eten van kip en leverworst. 
De Vermont Inn was trouwens een herbouwde decorversie van de Inn uit Hollyday Inn. Voor de opnames van de scènes in en rond de trein werd uitgeweken naar de Fox Studio, de enige studio die een trein op de set had staan.
In de film bezoekt Bing Crosby als Bob Wallace de Ed Harrison-tv-show. Dit was een parodie op de Ed Sullivan Show. De tv-camera die te zien is, is een RCA Monochrome-tv-camera die in de tijd werd gebruikt op Channel 4 (later WRCA-TV), het beroemde tv-station van NBC in New York.

## Muziek

### Gebruikte liedjes
Zoals gezegd werd de ruggengraat van de film gevormd door de liedjes van Irving Berlin. De volgende liedjes zijn te horen;
- White Christmas   (Bing Crosby)
- It's Cold Outside   (Bing Crosby)
- The Old Man   (Bing Crosby, Danny Kaye en koor)
- Medley: "Heat Wave"/"Let Me Sing and I'm Happy"/"Blue Skies"   (Bing Crosby & Danny Kaye)
- Sisters   (Rosemary Clooney & Trudy Stevens)
- The Best Things Happen While You're Dancing   (Danny Kaye en koor)
- Snow   (Crosby, Kaye, Clooney & Stevens)
- Minstrel Show Medley: "I'd Rather See a Minstrel Show"/"Mister Bones"/"Mandy"   (Crosby, Kaye, Clooney & koor)
- Count Your Blessings Instead of Sheep"   (Crosby & Clooney)
- Choreography   (Kaye)
- Abraham   (instrumentaal nummer)
- Love, You Didn't Do Right By Me   (Clooney)
- What Can You Do with a General?   (Crosby)
- Gee, I Wish I Was Back in the Army"   (Crosby, Kaye, Clooney & Stevens)
- White Christmas (finale)"   (Crosby, Kaye, Clooney, Stevens & koor)

Van een aantal liedjes van Irving Berlin worden slechts flarden gezongen:
- Heat Wave
- Let Me Sing and I'm Happy
- Blue Skies

Het liedje "What Can You Do with a General?" was een onbekend liedje van Irving. Hij schreef het voor de musical "Stars on My Shoulders", die nooit in productie ging. "Snow" had oorspronkelijk een andere titel, namelijk "Free", en ging niet eens over sneeuw. Het was oorspronkelijk bedoeld voor de musical Call Me Madam. Irving handhaafde de melodie, maar veranderde de tekst. Oorspronkelijk was de tekst van het refrein:
  Free — the only thing worth fighting for is to be free. 

  Free — a different world you'd see if it were left to me. 
In het liedje "Gee, I Wish I Was Back In The Army" is de volgende tekst te horen: Jolson, Hope And Benny all for free. Dit slaat op drie zangers die tijdens de Tweede Wereldoorlog optraden om de troepen te vermaken: Al Jolson, Bob Hope en Jack Benny. Oorspronkelijk stond er echter: Crosby, Hope and Jolson all for free. Maar Irving wijzigde de woorden omdat Bing Crosby al in de film voorkwam.

### Weggevallen liedjes
Aanvankelijk stond ook het liedje "A Crooner — A Comic", dat Berlin speciaal schreef voor de film op het programma. Het was bedoeld als duet voor Bing en Donald O'Connor. Maar nadat O'Connor zich had teruggetrokken, verdween ook het liedje. 
Ook het liedje "Santa Claus" van Berlin sneuvelde. Het was bedoeld als de opening van de kerstshow die Phil en Bob opvoeren voor de troepen. Kaye en Crosby zongen het als duet, maar het nummer sneuvelde in de montage. 

## Ontvangst
De film was een kaskraker. Alleen al in 1954 werd 12 miljoen dollar verdiend. De nummer twee van dat jaar The Caine Mutiny bracht "slechts" 8,7 miljoen dollar op.

## Toneelversie
In 2004 kwam er een toneelversie van de film uit onder de titel "Irving Berlin's White Christmas".